# نشست خاک
چنانچه خاک زیر سازه پارامترهای مقاومتی مناسب نداشته باشد، در طول اجرای ساختمان، فنداسیون سازه به داخل خاک فرو می رود و ممکن است داخل ساختمان ترک ایجاد گردد. . این تغییر شکل فنداسیون که ناشی از تغییر شکل خاک می باشد، نشست نامگذاری می شود. نشست می تواند بصورت متقارن یا نا متقارن ایجاد گردد. نشست های نا متقارن آسیب بیشتری به سازه وارد می کنند. زیرا تغییر شکل (مهندسی) بیشتری بین اجزای ساختمان ایجاد می کنند. به عبارت دیگر تیر (سازه) ها و ستون ها نسبت به یکدیگر جابجا شده و تنش (مکانیک) های بیشتری در ساختمان ایجاد می گردد. این تنش (مکانیک) ها سبب ترک خوردگی بیشتر در ساختمان می گردند. علاوه بر نوع خاک، عوامل دیگری نیز می تواند سبب نشست گردد. مهمترین این عوامل، جریان آب زیر سطحی می باشد. در بسیاری از موارد وجود آب ناشی از ترکیدگی لوله و یا جریان های زیرسطحی سبب نشست خاک و متعاقباً نشست فنداسیون ساختمان شده است.